# Glypta ruficornis
Glypta ruficornis là một loài tò vò trong họ Ichneumonidae.